# La Ley (banda)
La Ley es una banda chilena de rock formada en 1987 por iniciativa del tecladista y guitarrista Andrés Bobe de Paraíso Perdido y su amigo, el tecladista Rodrigo Aboitiz del Aparato Raro, iniciando así un nuevo proyecto, donde más tarde se uniría Beto Cuevas, Mauricio Claveria, Luciano Rojas y Pedro Frugone, quien ingresó luego del fallecimiento de Andrés Bobe.
La Ley se volvería muy popular en Hispanoamérica con el lanzamiento de su álbum Invisible (más de un millón de copias vendidas) aunque su disco más vendido fue su MTV Unplugged con más de un millón y medio de copias vendidas, además de ser la única agrupación musical chilena en lograr un premio Grammy estadounidense (Mejor álbum de rock latino por Uno). Se calcula que La Ley ha vendido entre 8 y 10 millones de discos entre álbumes, sencillos y compilados. Siendo una de las agrupaciones chilenas con más ventas en el extranjero junto con la cantante Myriam Hernández.

## Historia

### Comienzos (1987-1988)
El origen de la banda está en la unión de Rodrigo Aboitiz, quien formaba parte de la banda Aparato Raro, Andrés Bobe, quien había sido miembro de las bandas Paraíso Perdido, La Banda del Pequeño Vicio y Aparato Raro, y la vocalista Shia Arbulu, exmiembro del grupo Nadie. Fue ella quien bautizó a la nueva agrupación como La Ley, en referencia a la canción homónima que aparece en el álbum La ley del desierto / La ley del mar de la banda española Radio Futura, una de las favoritas de Bobe.
En un principio, La Ley tenía la aspiración de ser un grupo de música tecno, teniendo como claras influencias a bandas del new wave británico como Duran Duran, Depeche Mode, The Cure y The Smiths.
Bobe y Aboitiz conocen a Carlos Fonseca, productor musical de la escena chilena y encargado de hacer posibles las carreras de grupos como Los Prisioneros, Aparato Raro y Nadie, entre otras.
En 1988 consiguen grabar un EP casete para EMI, titulado La Ley, el cual contenía seis temas, tres remixes y un instrumental, incluyendo cinco vinilos promocionales de 45'. 

### La llegada de Beto Cuevas (1988-1989)
Después de su primer trabajo como equipo (que no es incluido como trabajo oficial del grupo) sufren la primera transformación: Shia Arbulú deja el grupo y vuelve a su España natal.
Bobe convoca entonces a una serie de músicos para lo que sería la formación definitiva. El primero en acercarse fue Luciano Rojas, bajista de «Paraíso Perdido», y amigo de Andrés; después Mauricio Clavería, baterista de Pancho Puelma y los Socios, e Iván Delgado, tecladista, saxofonista y voz de «Paraíso Perdido». Comienzan a crear sus primeras composiciones, ensayarlas y grabando algunos demos como "Bomba de Tiempo", "Que va a suceder", "En sueños", "El", "Lula", pero al notar que la característica vocal de Iván Delgado no era la deseada deciden expulsarlo del grupo.[cita requerida]
En este momento llega a Chile Luis Alberto «Beto» Cuevas, un joven chileno titulado en diseño gráfico y que hasta entonces había vivido la mayor parte de su vida en Venezuela y Canadá. A su llegada conoce al poco tiempo a Mauricio Clavería, quien le invita a ir a un ensayo de la banda para hacer una prueba, presentándolo a Bobe como «un primo»[cita requerida], y tenía que aprenderse la letra del tema «Desiertos». Al ver que la voz y el estilo de Cuevas encajaban muy bien, y que además dominaba muy bien el inglés, fue cuando Bobe, Aboitiz, Rojas y Clavería optaron por ingresarlo definitivamente a La Ley como su vocalista.[cita requerida]

«Bueno, por lo menos cuando nosotros hacíamos música y no teníamos cantante, sabíamos que el grupo tenía que ser con un cantante y en el momento en que llegó Beto, allí nace La Ley, porque antes de Beto, hubo un proyecto, hubo [sic] muchas cosas, pero realmente La Ley nace cuando llega Beto y empezamos a trabajar juntos y es ahí el comienzo».
Andrés Bobe

El grupo comienza a abrirse paso en pequeños escenarios; son contratados en el Café del Cerro y poco tiempo después, debutan en la «Casa Constitución».

### ÁlbumDesiertosy salida de Rodrigo Aboitiz (1990-1991)
En 1990, publican de manera independiente su placa titulada Desiertos, la cual contó como productores a Rodrigo Aboitiz y Andrés Bobe.
Por ser un grupo nuevo, La Ley necesitaba del apoyo de un mánager, pero Fonseca se encargaba de la representación del grupo más fuerte de EMI, Los Prisioneros. Su colaborador, Alejandro Sanfuentes, les recomendó entonces que se independizaran de la mano de Fonseca. El resultado fue el retiro de las tiendas del disco Desiertos, del que solo se vendieron quinientas copias,[cita requerida] convirtiéndolo en un artículo de culto entre los admiradores de la banda. EMI no quería prescindir de las grabaciones realizadas, pero argumentando derechos de autor La Ley logra conseguir la cinta máster de la grabación. El grupo se aventura a tocar en pequeños lugares en las localidades vecinas de la ciudad de Santiago (Chile), en una van.
Deciden enviar la cinta máster de la canción Desiertos a Argentina para elaborar dos mil copias en vinilo, con la intención de distribuirlos en cada presentación y así tener una fuente segura de ingresos. Con éstos realizan el videoclip de la canción que da título al disco, con locaciones en el río Mapocho y el Café del Cerro, lugar donde tocaban cada semana. El videoclip lo idea, produce y dirige el cineasta Gustavo Fiorenza.

«Alejandro (Sanfuentes), era colaborador de Carlos Fonseca, nuestro entonces productor y mánager, era el año de 1989, y se encontraba trabajando con Los Prisioneros, Sanfuentes nos dijo: ¿Por qué no se liberan de Carlos y trabajan conmigo?, el resultado de nuestra decisión fue el retiro de las tiendas de nuestro primer trabajo, pero conseguimos quitarle a Fonseca aquella grabación, al fin y al cabo nosotros teníamos registrados los derechos de autor, la cinta la enviamos a Argentina para elaborar un buen número de copias de aquel sencillo, para dar batalla y tener una fuente segura de ingresos, así mismo conseguimos dar a conocer la propuesta del grupo y a nosotros como agrupación.»[cita requerida]
 Beto Cuevas

En 1991 muere la madre de Aboitiz, quien decide dejar el grupo argumentando que su fallecimiento le impedía tener la mente clara y abierta a nuevas ideas. Bobe decide entonces comprar un secuenciador Roland Workstation, para apoyarse y secuenciar las secciones que correspondían a Aboitiz en las canciones.

### Nuevo sello y muerte de su líder fundador (1991-1994)
Tras la salida de Aboitiz, un productor estadounidense que estaba en Chile escuchó a La Ley y les ofreció ayudarles a grabar un disco bajo Island Records. El grupo grabó los demos, en su mayoría en inglés, los cuales son «Angry Lovers», «When She Was Going Away», «Jesus», «Love & Faith», «My Destination» (cuyos temas no fueron grabados hasta el año 2000 en español bajo el título de «Amor y Fe» y «Paraíso» respectivamente, incluidos en el disco Uno), «Just Another Dreamer» (tema que más tarde sería «Surazul» en el disco Libertad), «Under My Thumb» (demo cover de The Rolling Stones), «Girlfriend In a Coma» (cover de The Smiths), «Holyness», «Silhouette» y «Heaven» (estas dos últimas canciones no fueron lanzadas hasta el año 2010 respectivamente, incluidas en el disco póstumo de Andrés Bobe AB). Sin embargo este proyecto nunca se concretó, quedando solo los demos como prueba.
Transformado en un cuarteto, La Ley se presenta en el programa A propósito del canal TVN conducido por Juan Guillermo Vivado. La lista de temas incluía canciones de la banda The Rolling Stones y la vocalista sería la cantante chilena Andrea Tessa. Beto cantó las canciones «Angie» y «Under My Thumb». El locutor de la radio chilena Rolando Ramos tomó el demo de estas canciones y lo hizo público, llamando la atención de la discográfica PolyGram, quienes ofrecen al grupo un contrato por tres discos. A fines de 1991 La Ley edita su primer material oficial, el disco Doble opuesto, producido por Mario Breuer.
En el otoño de 1992 La Ley comienza a grabar en Argentina y Chile, también bajo la dirección de Mario Breuer su siguiente álbum, titulado con el mismo nombre de la banda: La Ley. El disco sale en febrero de 1993, vendiendo quince mil copias el primer día.[cita requerida] El video de la canción «Tejedores de Ilusión», escrito, producido y dirigido por Gustavo Fiorenza es nominado a los premios MTV como mejor vídeo latino.
Ante el éxito de La Ley, los organizadores del Festival Internacional de la Canción de Viña del Mar invitan por primera vez al grupo. Durante su presentación, en febrero de 1993, se les entrega Disco de oro por las ventas registradas de su segundo trabajo, La Ley y Disco de platino por las ventas de Doble opuesto.
Es en este momento cuando el grupo tiene su primer contacto con México; su primera presentación fue en el teatro Ángela Peralta de la Ciudad de México; después partieron a Monterrey, haciendo presentaciones radiales en la ciudad de Cuernavaca Morelos y presentándose en el teatro Roxy de Los Ángeles.
Luego de su presentación en el Festival de Viña, La Ley es contratada por Canal 13 para componer e interpretar la música de los títulos de la teleserie Champaña. Esta canción, titulada «En la ciudad», resulta ser un hit, que rápidamente alcanza rotación frecuente en las radios. Para aprovechar este impulso, a principios de 1994 el grupo graba junto a Humberto Gatica un maxisencillo llamado Cara de dios compuesto por cuatro temas, incluyendo «En la ciudad». Este disco resulta ser un éxito de ventas[cita requerida] y reciben una invitación al Festival Internacional de Viña del Mar de febrero de 1994. Además son invitados al Festival Acapulco para el mes de mayo, así como presentaciones en Estados Unidos.
En esta época, Andrés Bobe mantenía conversaciones con Rodrigo Aboitiz, para regresar a los teclados. Sin embargo, en la madrugada del 10 de abril de 1994, Bobe sufre un accidente mientras regresaba a casa de su novia Constanza Piwonka. Después de que la banda tocara en un concierto a beneficio de la hija de Héctor Robles, jugador del equipo de fútbol Palestino, en la intersección de las calles Monseñor Edwards con Ortega y Gasset, en la comuna de La Reina en Santiago, Andrés pierde el control de su motocicleta, recibiendo un golpe en la cabeza que le causa la muerte en pocos minutos, a pesar de llevar casco. Tenía solo treinta y dos años. Este trágico suceso ocurre en el momento en que el grupo La Ley tenía una gran proyección en la escena nacional e internacional.
Tras la pérdida de Bobe, surgen varios problemas para los músicos, tanto con la compañía discográfica como con los familiares del guitarrista, por la propiedad del nombre del grupo. Parte de la prensa chilena cubrió el oscuro momento que vivía La Ley con algo de morbo (el grupo respondería más tarde a eso con la canción «Cielo market»). Los medios comenzaron a especular acerca del futuro de la agrupación, afirmando que La Ley dejaría de existir dado que el «cerebro» del grupo ya no estaba.
Andrés Bobe fue un destacado músico de la escena underground de fines de los ochenta en Chile. Se le rindieron distintos homenajes y el más recordado fue en el Estadio Nacional, donde jugaron los equipos de la Universidad de Chile y Colo-Colo, Andrés Bobe era seguidor de la Universidad de Chile, equipo que ganó 4-1. Además, durante el concierto que ofreció Depeche Mode en abril de ese año, supieron de la muerte de Bobe e hicieron un minuto de silencio en memoria de él. La muerte de Andrés Bobe truncó la sesión "Unplugged" para MTV: La Ley iba a ser el primer grupo hispanoamericano en grabar una sesión desenchufada para la MTV de Hispanoamérica. Andrés Bobe además había sido contratado por el grupo Lucybell para producir su primer disco, trabajo que finalmente estuvo a cargo de Mario Breuer.
La Ley protagonizó uno de los diez spot comerciales y campaña de publicidad más importantes de esa década en Chile para la marca Pepsi, dirigido por uno de los cineastas y directores de publicidad más importantes de Chile, Ricardo Larraín, a quien La Ley le cantó en forma de regalo de cumpleaños «Tejedores de Ilusión» en medio de la filmación hecha en el Parque O'Higgins. En esa oportunidad debido a la reciente y lamentable muerte de Andrés Bobe, Pedro Frugone quien era el nuevo guitarrista de La Ley, no fue visto en el spot comercial en televisión por respeto a la familia de Andrés quienes se encontraban debatiendo los derechos de propiedad intelectual de La Ley, el equipo de filmación realizó solo primeros planos de las manos de Frugone en la guitarra o planos generales donde no se distinguía quien era el guitarrista.

### Invisible, reestructuración y éxito en Hispanoamérica (1994-1997)
Pedro Frugone, exguitarrista de Viena y Anachena, que había sido músico de apoyo de La Ley en algunas ocasiones, es invitado oficialmente a formar parte del grupo. Con él La Ley se presenta en el Festival Acapulco en mayo de 1994. Sin embargo Frugone tuvo problemas para formar parte oficialmente como guitarra líder del grupo; había firmado un contrato de exclusividad como integrante del grupo Anachena, perteneciente a BMG Ariola Chile. Al enterarse BMG de que Frugone estaba grabando un álbum para otra banda y disquera, le reclamó incumplimiento de contrato. Warner debió pagar una cantidad para liberarle de sus obligaciones con Anachena.[cita requerida] Ese mismo año Aboitiz regresa a ocupar los teclados.

En el proceso creativo del nuevo material de la banda, la llegada de Pedro Frugone fue crucial para la grabación de los demos y maquetas de Invisible. Estos fueron registrados en el estudio de Pedro y su hermano Archie, estudio de grabación que se encontraba en Santa Ana de Chena, en las afuera de Santiago.
Fue muy entretenido porque en si la primera etapa del disco la hicimos entre todos en un estudio que yo tenia en el campo. Fue un proceso de aprendizaje bestial y duro en algunos momentos. No siempre pasa, por eso a la gente le gusta mucho este disco pero mejorar el demo es difícil. Cuando uno crea el demo, uno como que se enamora del demo y en ese sentido el disco nunca la hace pero en este caso afortunadamente se mantuvo la esencia y lo que nosotros queríamos lograr.

- Pedro Frugone
Bajo la producción de Humberto Gatica y bajo la discográfica Warner Music México, una vez terminado el contrato con PolyGram, La Ley comienza a grabar el disco Invisible. Bobe continuó influenciando a la banda incluso después de su muerte. Beto Cuevas cuenta que Bobe se le apareció en un sueño y, cuando Cuevas le preguntó cómo podía completar el álbum que aún estaba incompleto si Bobe ya estaba muerto, Andrés respondió: "Ustedes podrán verme, pero para el resto del mundo soy solo invisible". Esta fue la inspiración directa para que Beto escribiera canciones como "Invisible", "Día Cero" y "The Corridor".

Frugone tuvo diferencias creativas con Gatica, de forma que su presentación oficial como miembro del grupo no se realiza hasta diciembre. Si bien el músico y guitarrista de sesión Michael Thompson sería llamado para complementar el proceso de grabación de las guitarras, Pedro luchó por mantener su visión creativa e ideas y que estas quedaran en el material final, respaldado también por sus compañeros.
Tuve que pelear para tener mis guitarras en esa huevada, tuve que crecer rápidamente y no apendejarme y no ponerme huevón y ser como una especie de genio de la inteligencia emocional para que mis compañeros me respaldaran. Le tenían que decir: 'Humberto, no, nos gustan más las guitarras que está haciendo Pedro'. De eso aprendí un montón: trabajar con músicos de sesión. Gracias a Dios mis guitarras fueran las que dominaron, aunque hay otras guitarras en ese disco.

- Pedro Frugone
En relación con trabajar con Humberto Gatica, Luciano Rojas también comentó:
Era como torturante. Tenías que repetir diecisiete, dieciocho..., treinta veces las cosas. Si te salía mal un pedacito, tenías que volver a corregir. Era un nivel de perfeccionismo que está bien, pero mi concepto siempre ha sido un poco más orgánico (...); yo prefería mil veces el 'en vivo', el proceso creativo, la sala de ensayos, proponiendo ideas, sintiendo cómo van evolucionando.

- Luciano Rojas
En enero La Ley comienza una gira por diferentes ciudades de Chile, presentando las nuevas canciones. En febrero de 1995 se presentan nuevamente en el Festival de Viña, además de ofrecer un concierto gratuito en la avenida Perú de la ciudad de Viña del Mar, junto a la cantante chilena Nicole bajo el auspicio de Pepsi.
Invisible salió a la venta en julio de 1995, contando con publicidad y lanzamientos en varios países de Hispanoamérica y en el mercado hispano de Estados Unidos.[cita requerida] Esta placa logró darles fama internacional, definiendo el futuro estilo de La Ley y colocando cinco sencillos en la radio: «El duelo», «Día Cero», «Cielo Market», «Hombre» y «1-800 dual». El éxito de este álbum superó en ventas al disco Sueño Stereo de los argentinos Soda Stereo, que se había lanzado en las mismas fechas.[cita requerida]
Durante 1995 La Ley anunció su mudanza a México: esta situación que causó polémica en los medios de comunicación y artístico de Chile. Algunos artistas que se consideraban nacionalistas criticaron el hecho que La Ley dejara el país para buscar éxito internacional.[cita requerida]
La gira de Invisible duró cerca de dos años sin parar, logrando llenar el 11 y 12 de octubre de 1996 el Auditorio Nacional de México uno de los recintos más importantes del país.

### Vértigo, tensiones y nuevos cambios en la formación (1997-1999)
Tras el éxito de Invisible, Warner le ofreció al grupo un presupuesto elevado para grabar su siguiente material. La Ley se dirigió a Cuernavaca México para grabar las maquetas del mismo. El próximo álbum marcaría una ruptura con los anteriores, en cuanto a sonido y propuesta, de forma que inicialmente se había planeado grabarlo en estudios británicos, pero a último momento se eligieron estudios neoyorquinos; los estudios Chung King, House of Metal.
Tras la elaboración de este nuevo proyecto, Rodrigo Aboitiz vuelve a abandonar La Ley. Las versiones sobre este nuevo alejamiento varían. Se pensó que quizás se debió al nacimiento de su hijo, pero la razón que más se aduce es su entonces fuerte vicio por las drogas, provocado por la extensa gira que conllevó la promoción de Invisible. Cuevas decide expulsarlo del grupo, argumentando que Aboitiz era una persona bastante obsesiva.[cita requerida] Aunque Aboitiz acudió a rehabilitación en México, Cuevas le impidió el retorno.
Pese a que se había anunciado la salida del nuevo álbum para septiembre de 1997, surgieron inconvenientes que imposibilitaron su edición a tiempo.[cita requerida] Al preguntarle a Beto Cuevas sobre el título del nuevo trabajo, él se limitaba a decir que «iba a ser representado por un vórtex».[cita requerida]
En febrero de 1998, con una gran campaña de promoción, es editado el disco Vértigo, un álbum con toques electrónicos y dance. Este trabajo no tuvo buena recepción en la crítica especializada[cita requerida] y muchos de sus seguidores han llegado a considerar este como el trabajo más débil de La Ley, a lo que debe añadirse el rechazo del público chileno por su decisión de radicarse en México. Fotofobia llegó a considerarse como la peor canción del año en Chile.[cita requerida] Sin embargo, Vértigo es un trabajo en el que La Ley pone a prueba su lado experimental, incursionando en el terreno del acid house, como se puede apreciar en su tema «Opacidad».
En esta etapa, Luciano se sentía poco cómodo al interior del grupo, debido en buena parte a la ausencia de su amigo Rodrigo. Las desavenencias se acentúan y llegan a un punto máximo cuando Rojas abandona a sus compañeros horas antes de la presentación en el Festival Iberoamericano de Música «Vive Latino», en 1998. Después de su salida de La Ley, Rojas y Aboitiz tuvieron una reunión para un nuevo proyecto: el grupo Saiko, donde también se encontraba Iván Delgado, quien compusiera mayor parte de disco Desiertos de La Ley y una nueva integrante, Denisse Malebrán.

### Uno, Mercado estadounidense y MTV Unplugged (2000-2003)
En 1999 La Ley graba el disco Uno, que se edita en febrero de 2000. De este álbum salen cinco sencillos y tres vídeos: «Aquí», «Fuera de mí», «Eternidad», «Verano espacial» y «Paraíso». Este álbum llevó al grupo a un gran nivel internacional de popularidad, teniendo numerosos reconocimientos como el Grammy.
Al año siguiente, se junta al grupo el bajista Archie Frugone, hermano de Pedro Frugone, y fueron invitados por la cadena MTV a realizar una sesión acústica llamada La Ley MTV Unplugged. Este álbum recibe Discos de Oro y Platino en todo el continente americano, además de conseguir tres nominaciones al Grammy Latino (Grammys hispanoamericanos), llevándose el galardón de «Mejor Álbum Vocal por un Grupo de Rock», dos MTV Awards Latin America (premios MTV para Hispanoamérica): «Mejor Artista Rock» y «Mejor Grupo del Año», varias nominaciones a los Premios Billboard Latin y un galardón ASCAP para Beto Cuevas, como compositor por «Mentira».
Los sentimientos del grupo ante el atentado a las Torres Gemelas del 11 de septiembre y la invasión estadounidense de Afganistán dieron origen a la grabación del álbum Libertad, producido por Humberto Gatica y KC Porter.[cita requerida] Para este trabajo se eligieron los temas «Ámate y sálvate», «Más allá» y «Mi ley».

### Recopilatorio y separación (2005-2013)
Al año siguiente lanzan su recopilatorio Historias e histeria con todos sus éxitos, celebrando quince años de carrera y de sus primeras grabaciones. En ese momento se anuncia la disolución de La Ley. Aunque se han mencionado varias razones para la separación, las verdaderas razones se desconocen.
En el 2005 La Ley fue invitada a tocar en el Festival de Viña del Mar; durante la presentación Luciano Rojas y Rodrigo Aboitiz se presentan sorpresivamente en el escenario, haciendo una antología de las primeras canciones del grupo, con la canción «Desiertos». El grupo ganó los premios del público a los artistas, las Gaviotas de oro y plata. Esa noche la última canción fue «Tejedores de ilusión», haciendo una remembranza a su fallecido fundador Andrés Bobe. Después de haber terminado su gira de despedida, anunciaron que el grupo se retiraría, pero dejaron abierta la posibilidad de volver a reunirse como un quinteto; en dicho lugar se limaron las asperezas de años pasados.
Luego de la disolución cada integrante emprendió proyectos independientes: Beto Cuevas trabajó como actor en algunas películas[cita requerida] y empezar su carrera solista. Pedro Frugone también lanzó su disco solista en donde incursiona como cantante. Mauricio Claveria formó en México al grupo indie Los Concorde, junto a Jonás de Plastilina Mosh, Poncho (bajista de La Lupita) y Leonardo de Lozanne (vocalista del grupo de rock mexicano Fobia). Rodrigo Aboitiz e Ignacio Redard (compositor, letrista y vocalista), forman la banda de synthpop The Plugin.

### Regreso,Adaptacióny Segundo Quiebre (2013-2016)

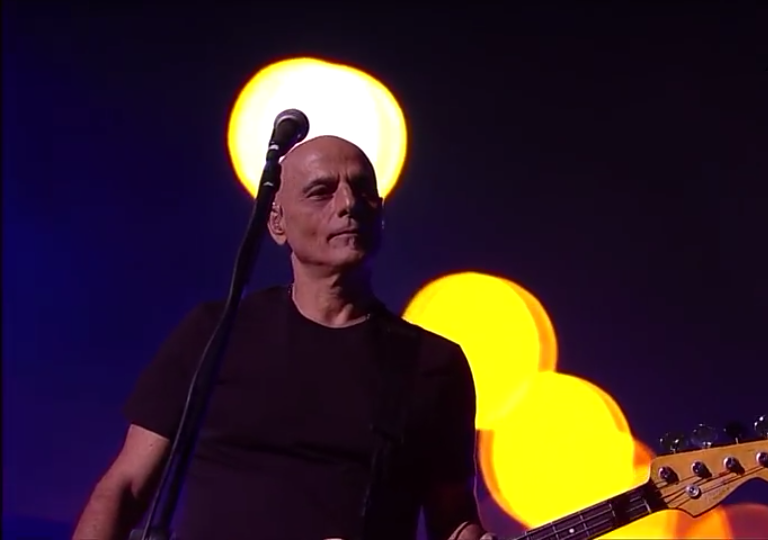
Zeta Bosio durante su actuación con La Ley en la LV Festival Internacional de la Canción de Viña del Mar.

El 18 de octubre de 2013, Beto Cuevas anuncia por su cuenta en Twitter el regreso de la banda, para presentarse en el Festival de Viña del Mar de 2014. La otra gran novedad fue la llegada a la banda de Zeta Bosio, exbajista de Soda Stereo. Luciano Rojas y Rodrigo Aboitiz no fueron considerados y se enteraron de esto por la prensa. Ambos músicos lamentaron haber sido excluidos, este último criticó el fichaje de Bosio: «Hay muchísima gente que tuvo que ver con el éxito de La Ley y esa gente no ha sido precisamente Zeta Bosio».
El 29 de enero de 2014 se presentaron en ante cerca de ochenta mil personas en Mar del Plata, Argentina, en un show gratuito de cinco canciones, y el 26 de febrero tuvieron un exitoso paso por el Festival de Viña del Mar. El show incluyó homenajes al fundador de la banda Andrés Bobe y a Gustavo Cerati, además del lanzamiento de su nuevo sencillo, «Olvidar».
En abril de ese año se confirmó la salida de Zeta Bosio para dedicarse a la vida familiar.
Para el 30 de abril y como parte del Festival Internacional de las Artes 2015, en Costa Rica, La Ley llega a suelo costarricense sin poder tocar para su público por desorganización del Ministerio de Cultura, pero reprograma para el 20 de junio de ese mismo año. Como nota importante, el grupo al recibir a sus fanáticos en un Meet and Greet coordinado por Warner Music Centro América, les brinda un mini concierto acústico de ocho canciones.
Mientras se encontraban realizando la gira Retour por Latinoamérica decidieron por primera vez en nueve años volver a tocar en Santiago: el concierto fue el viernes 19 de diciembre de 2014 en el Movistar Arena, frente a catorce mil personas.
A fines de noviembre de 2015, Beto Cuevas declaró en Radio Cooperativa que La Ley lanzaría el primer sencillo de su nuevo disco el 15 de enero de 2016, y que este en sí, titulado Adaptación, sería publicado en marzo. Tres días después de lo anunciado, La Ley publica «Ya no estás», canción alejada de las composiciones rock de la primera etapa del grupo, acercándose más al pop. Por otro lado, en otra entrevista a Radio Cooperativa, la banda confirma que Adaptación vería la luz el 8 de abril de 2016.
A fines de 2015 la banda anunció la gira mundial Adaptación para 2016. El tour comenzó con un exitoso concierto en el Teatro La Cúpula el 28 de enero; durante febrero y marzo la banda se presentó en distintas localidades chilenas (por primera vez en casi veinte años según el grupo); posterior a esto se dieron a conocer las fechas de la gira para Estados Unidos, México, Argentina y el retorno a Chile para algunos shows en ciudades que quedaron fuera del primer tramo del tour. El jueves 4 de febrero la banda lanzó su más reciente videoclip, correspondiente a «Ya no estás».
El 28 de mayo de 2016, La Ley se presentó en el festival Vivo X el Rock en Perú. Casi un mes después, el 24 de junio, se lanzó el segundo sencillo de Adaptación, «Reino de la Verdad».
El día viernes 29 de julio de 2016 se anuncia, a través de la página oficial de Facebook de Beto Cuevas, que la banda se ha separado de manera definitiva. La noticia crea natural desconcierto en su público y en algunos medios de comunicación, considerando que estaban en plena promoción de un álbum recién estrenado y con más de sesenta presentaciones por realizar. El comunicado oficial dice lo siguiente:

Queridos amigos, después de varias conversaciones y meses de gira, hoy se cierra el último capitulo de un libro llamado La Ley. Algunos de ustedes se preguntaran la razón. Sólo puedo decirles que la vida da muchas vueltas y así como un día nos reunió, hoy nos separa. De mi parte sólo queda el cariño, respeto y agradecimiento para todos lo que nos acompañaron durante esta aventura. Por lo pronto y como siempre, seguiré componiendo, cantando y creando para ustedes. Nos vemos pronto!
Beto Cuevas

Sin embargo, el miércoles 28 de septiembre, Mauricio comparte en horas de la tarde en Facebook un breve video en que él y Pedro se pronuncian por primera vez de manera pública sobre la repentina disolución de la banda, dejando entrever las responsabilidades de lo ocurrido y aprovechando de adelantar, además, un nuevo proyecto entre ambos: 

«Ya han pasado algunos meses de todo este acontecimiento y queremos que sepan que lo ocurrido con La Ley, de alguna forma, escapó de nuestras manos, después de tanto trabajar y con un futuro próspero. De alguna forma todo esto se truncó por una decisión bastante unilateral. La verdad es que nos vimos muy perjudicados no solamente los integrantes de la banda, sino que también todo nuestro equipo humano, nuestros técnicos...»
Mauricio Clavería

«Estas cosas pasan, a todos nos han pasado, y hay que seguir adelante y seguir luchando...»
Pedro Frugone

«Viene una sorpresa que, para la gente que nos siguió durante casi treinta años, le va a gustar muchísimo...»
Mauricio Clavería

Cuevas, por su parte, el 20 de diciembre respondió así en una entrevista de La Tercera: «Ya no me sentía cómodo, simplemente. Tratamos de arreglar las cosas, pero no se pudo. Yo me puedo morir mañana y no quiero llegar a un punto de arrepentirme por perder el tiempo en algo que no quería hacer. Se me trató bajo la retórica de mis ex compañeros, cuando dijeron (en un video colgado en la web) 'fue una decisión tomada unilateralmente'. Sí, la tomé yo, pero no fue sin que ellos no supieran. Y evidentemente tampoco ellos ayudaron a que (la ruptura) no sucediera. Y mi elección fue la correcta, elegí ser yo nuevamente, ser honesto con lo que hago y no estar en un lugar sólo porque hay una estructura y un contrato.»
En noviembre de 2016 se develó la sorpresa: DIACERO fue el nuevo proyecto conformado por varios exmiembros de La Ley. Además de los mencionados Clavería y Frugone se encuentrarón los también históricos Luciano Rojas y Coti Aboitiz, junto a su vocalista Ignacio Redard (quien ya venía trabajando con Aboitiz)

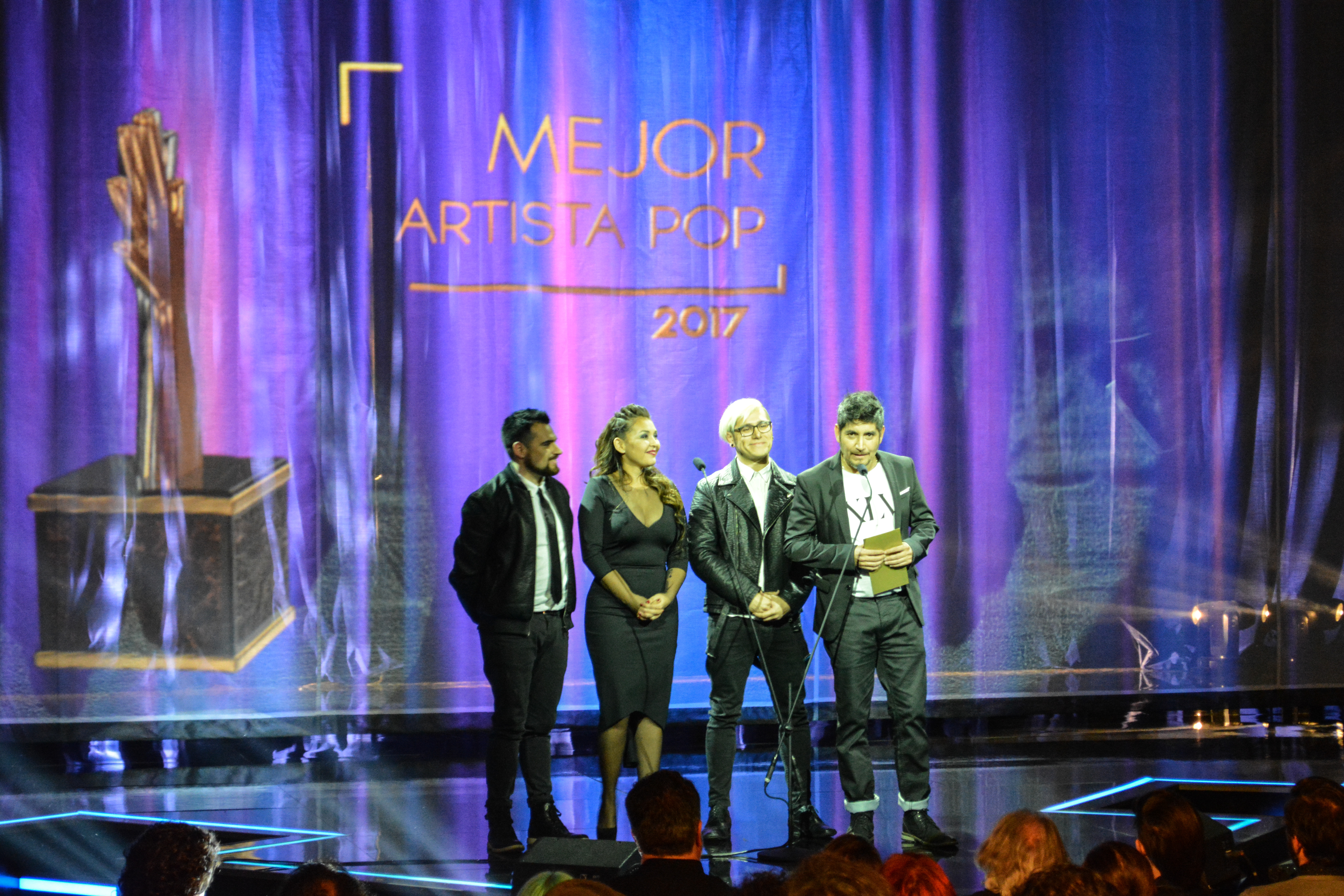
Luciano Rojas haciendo reconocimiento a sus compañeros de La Ley en los Premios Pulsar 2017.

En la edición Premios Pulsar 2017 Beto Cuevas recibió una distinción especial por su aporte a la difusión de la música chilena en el extranjero. Minutos después, Luciano Rojas, quien estaba como integrante de Saiko, momentos antes de hacer entrega del premio «Mejor Artista Pop», dijo: «Quiero aprovechar esta oportunidad para extender este reconocimiento a mis compañeros, partiendo por Andrés Bobe, Rodrigo Aboitiz, Mauricio Clavería y Pedro Frugone, quienes con su trabajo y talento hicieron posible el reconocimiento internacional del grupo La Ley», haciendo alusión directa a Cuevas, por no reconocer la contribución de sus excompañeros, durante su premiación. Tras estas declaraciones, el público ovacionó a Rojas.

### Festival Bésame Mucho, Reunión (2023)
El 22 de febrero de 2023, se publicó el lineup oficial para el Festival Bésame Mucho, que se realizará el 2 de diciembre de 2023 en el Dodger Stadium en Los Ángeles, California. Esto causó gran revuelo entre los aficionados de la banda, debido a que aparecía el nombre de La Ley junto a otros artistas emblemáticos de la música latina con gran trayectoria. Durante una semana continuaron las especulaciones sobre si en verdad se trataba de una reunión entre los integrantes de La Ley después de 7 años, o posiblemente una nueva composición de la banda encabezada por Cuevas.
El 1 de marzo, exactamente una semana después de dar a conocer el lineup del Festival Bésame Mucho, se publicó un comunicado oficial por parte de Beto Cuevas y Mauricio Clavería en sus respectivas cuentas de Instagram, confirmando el reencuentro de la banda con su última formación oficial de Cuevas, Clavería y Frugone. En el mismo comunicado se menciona que es una reunión por única ocasión por el festival, por lo que no se ha contemplado nada de planes para trabajar juntos a futuro.

## Miembros
| Última formación - Beto Cuevas – voz, guitarras (1989–2005, 2013–2016) - Pedro Frugone – guitarras, coros (1994–2005, 2013–2016) - Mauricio Clavería – batería (1988–2005, 2013–2016) Miembros anteriores - Lucía "Shía" Arbulú – voz (1987–1988) - Iván Delgado – voz (1988; fallecido en 2018) - Andrés Bobe – guitarras, teclados, voz secundaria(1987–1994; fallecido en 1994) - Luciano Rojas – bajo (1988–1999) - Zeta Bosio – bajo (2013–2014) - Rodrigo "Coti" Aboitiz – teclados, secuencias, programación (1987–1990, 1994–1998) | Miembros de apoyo - Bibi McGill – guitarras (2003–2005) - JC Cumplido – bajo (1999–2001) - Archie Frugone – bajo (2001–2005, 2014–2015, 2023) - David López Chirino – bajo (2015–2016) - Andrés Sylleros – teclados (2003–2005; fallecido en 2016) - Gus Lozada – teclados (2014–2015) - Diego Cuevas – teclados (2015–2016) - Gisa Vatcky – coros (1995–2003) - Ely Meza – coros (2000–2003) |

## Discografía
Álbumes de estudio
- 1990: Desiertos
- 1991: Doble opuesto
- 1993: La Ley
- 1995: Invisible
- 1998: Vértigo
- 2000: Uno
- 2003: Libertad
- 2016: Adaptación

## Premios y nominaciones

### Premios Grammy
| Año  | Trabajo nominado | Categoría                              | Resultado |
| ---- | ---------------- | -------------------------------------- | --------- |
| 2001 | Uno              | Mejor Álbum de Rock latino/Alternativo | Ganadores |

### Premios Grammy Latinos
| Año  | Trabajo nominado        | Categoría                                   | Resultado |
| ---- | ----------------------- | ------------------------------------------- | --------- |
| 2000 | Aquí                    | Mejor Interpretación Vocal Rock Dúo o Grupo | Nominados |
| 2000 | Aquí                    | Mejor Canción de Rock                       | Nominados |
| 2000 | Aquí                    | Mejor Vídeo Musical                         | Nominados |
| 2000 | Uno                     | Mejor Álbum Vocal Rock                      | Nominados |
| 2002 | Mentira                 | Mejor Canción Rock                          | Nominados |
| 2002 | MTV Unplugged           | Mejor Álbum Vocal Rock Dúo o Grupo          | Ganadores |
| 2003 | Amate y Salvate         | Mejor Canción Rock                          | Nominados |
| 2004 | Libertad                | Mejor Álbum Vocal Rock Dúo o Grupo          | Ganadores |
| 2004 | Mi Ley                  | Mejor Canción Rock                          | Nominados |
| 2005 | Bienvenido al Anochecer | Mejor Canción Rock                          | Nominados |
| 2005 | Mírate                  | Mejor Video Musical                         | Nominados |